# Antigone (drama)
Antigone, grekiska Ἀντιγόνη, är en tragedi från 442 f.Kr. av den grekiske dramatikern Sofokles och bygger på historien om Oidipus.

## Bakgrund
Oidipus var son till kung Laïos och drottning Iokaste av Thebe. När oraklet spådde att denne son skulle mörda sin far och gå till sängs med sin egen mor, lät de lämna honom på en äng att svälta ihjäl eller tas av rovdjur. Han hittades dock av en herde som gav honom till det barnlösa kungaparet Polybos och Merope.
När Oidipus som vuxen får veta att han inte är Polybos och Meropes biologiska son beger han sig till oraklet i Delfi. Oraklet besvarar inte frågan om vilka som är hans biologiska föräldrar, utan ger honom svaret att han kommer att slå ihjäl sin egen far och gifta sig med sin mor. För att undgå att denna spådom går i uppfyllelse flyr Oidipus till Korinth.
På väg dit möter han ett ekipage och det uppstår en konflikt om vem som ska väja undan för vem på vägen. I en alltmer upphetsad stämning dräper Oidipus den andre, ovetande om att det är hans biologiske far Laios. Han fortsätter sin färd och kommer fram till Thebe, sin ursprungliga hemstad. Där regerar hans biologiske morbror Kreon som tagit över efter Laios död. 
Staden har drabbats av olycka då en sfinx håller på att förtära alla män som inte kan lösa hennes luriga gåtor. Oidipus lyckas lösa hennes gåta och sfinxen dör. Kort därefter gifter sig Oidipus med änkan Iokaste. Tillsammans återtar de makten från Kreon och blir kung och drottning av Thebe. De får med tiden fyra barn, Antigone, Eteokles, Polyneikes och Ismene. 
Efter en tid drabbas Thebe av en ny olycka. En pestepidemi sprider sig i staden och Kreon skickar en man till oraklet för att få reda på orsaken. Oraklet svarar att brottet för Laios död inte är sonat och att Thebe inte kommer att få ro förrän den skyldige är straffad. 
Oidipus bestämmer sig för att själv leta upp mördaren och frågar den vise siaren Teiresias om råd. Teiresias som vet hur det hela ligger till försöker undvika Oidipus frågor. Oidipus blir misstänksam och tror att Teiresias och Kreon är i konspiration med varandra och övertygas om att Kreon är mördaren. Han vill landsförvisa de båda men övertalas av Iokaste att låta dem stanna. Till slut uppdagas sanningen och Iokaste hänger sig i förtvivlan och avsky för sitt eget brott. Oidipus som svurit att driva ut den skyldige från Thebe sticker ut sina egna ögon. 
Sönerna Eteokles och Polyneikes skäms för sin far och stänger in honom i palatset. Oidipus uttalar då en förbannelse över dem, att de ska hata varandra för all framtid. Sönerna som får efterträda sin far kommer överens om att de ska regera i Thebe vartannat år. Eteokles börjar. Men efter att det första året har gått vägrar Eteokles att överlåta makten till sin bror och låter landsförvisa honom. Polyneikes beger sig då till kung Adrastos i staden Argos på Peloponnesos. Där gifter han sig med Adrastos dotter Argeia och lyckas få Adrastos att ta hans parti mot brodern Eteokles. De två samlar en här för att inta Thebe med våld.
I myten De sju mot Thebe skildrar Aiskylos händelseförloppet av kriget. Eteokles ställer en hövding vid sex av de sju portarna till Thebe. Vid den sista porten står han själv. Striden blir hård men Eteokles sida lyckas få övertaget och slutligen möts de två bröderna i en sista uppgörelse. En förbittrad strid utspelar sig vid den sista porten och de båda bröderna dödar varandra. Med den andres blod på sina händer är båda skyldiga till brodersmord, ett mycket grovt brott under antiken.
Efter båda sönernas död går Oidipus i landsflykt till Kolonos. I vissa versioner ledsagar dottern Antigone sin far till staden där han tillbringar sin sista tid i livet. Andra versioner av myten, som till exempel Sofokles drama om Antigone, stannar hon och systern Ismene kvar i Thebe.

## Sofokles drama
Antigone är förlovad med sin kusin Haimon, Kreons son. Kreon, som återigen har blivit kung av Thebe, står på den döde Eteokles sida. Han anser att Eteokles var den rättmätige kungen till Thebe och fördömer Polyneikes för att ha gått till angrepp mot sin egen stad. Kung Kreon bestämmer därför att Polyneikes inte ska få någon värdig begravning, utan skall straffas med att hans lik ska bli uppätet av hundar och fåglar. Han förbjuder därmed alla i staden att röra honom. Eteokles däremot får en kunglig begravning.
Antigone tar med sin syster Ismene på ett hemligt möte utanför stadsportarna sent en natt. Antigone vill begrava sin bror Polyneikis kropp, i strid mot sin fars morbror Kreons bestämmelser. Ismene vägrar däremot att hjälpa henne av rädsla för dödsstraff, men lyckas inte övertala Antigone att låta bli. 
Följande dag upptäcker Kreons män att Polyneikes döda kropp ligger begravd. Alla traditionella begravningsriter har utförts. De skyndar tillbaka till konungen som genast efterlyser den skyldige. Man bestämmer sig för att gräva upp kroppen och åter blotta den för solen och för rovdjuren i hopp om att den skyldige ska återvända och begrava liket på nytt. Mycket riktigt kommer Antigone tillbaka och förfäras vid åsynen av den uppgrävda kroppen. Hon grips omedelbart och förs till Kreon.
Kreon frågar ut Antigone som förnekar brott. Istället ifrågasätter hon moralen i påbudet. Kreon förargas och dömer henne till döden. Antigone reagerar med iskallt lugn och hävdar att hon har gudarna på sin sida och att hon gärna går i döden för sin sak. Kreons blickar vänds sedan mot systern Ismene som försöker ta på sig skulden för brottet. Men Antigone bestrider sin systers ord och säger att Ismene inte hade någon del i begravningen och därför inte borde dö. Ismene vädjar till henne att de ska få dö tillsammans eftersom hon själv inte vill bli ensam kvar. Men Antigone vägrar kyligt och säger att straffet är hennes och att Ismene inte ska göra anspråk på något som inte tillhör henne. Kreon skakar på huvudet och tycker båda systrarna är tokiga som bråkar om vem som ska dö, men han står fast vid sitt beslut och låter fängsla båda.
Kreon talar till sin son Haimon och berättar för honom om systrarnas brott. Haimon vill vara lojal mot sin far, men när han försiktigt försöker övertala sin far att skona Antigone sjunker stämningen. De båda männen kastar slutligen glåpord på varandra. Haimon lämnar rummet och svär att han aldrig mer vill se sin far.
Kreon bestämmer sig för att skona Ismene och att begrava Antigone levande i en grotta. Hon förs ut ur huset och tillåts försvara sina handlingar en sista gång och förs sedan mot sin grav.
Siaren Theiresias försöker övertala Kreon om att han bör låta begrava Polyneikes på ett hederligt sätt och låta flickan gå fri, annars kommer gudarna att förargas. Kreon anklagar Theiresias för att vara korrupt. Theiresias svarar att Kreon kommer att mista ett barn för brottet att lämna Polyneikis kropp att ruttna i solen och för brottet att begrava Antigone levande. Hela Grekland kommer att förakta honom. Kreon blir skakad och ger sig genast av med ett följe män för att rätta till sina misstag. Då kommer en budbärare in och rapporterar att Antigone har hängt sig i sin fångenskap och Haimon har begått självmord med ett svärd vid hennes sida. Kreons hustru Eurydike, Haimons mor, försvinner in i palatset, galen av sorg vid beskedet om sonens död.
Kreon förstår till sist hur hans eget agerande har orsakat denna olycka. En andra budbärare meddelar då Kreon att Eurydike också begått självmord. Med sina sista andetag förbannade hon sin man. Kreon tar på sig skulden för allt som hänt. En bruten man. Den ordning han skattade så högt är intakt. Han är fortfarande kung, men hans agerande mot gudarna gjorde att han förlorade hustru och barn.
Kreons omedelbara reaktion är en önskan att begå självmord, men här sätter gudarna stopp. Att dö är ett för enkelt straff. Kreon är skyldig till hybris och måste först själsligt renas och förstå sina synder (katarsis).

## Uppsättningar
- Göteborgs stadsteater satte upp Antigone hösten 2019, i regi av Kristina Hagström-Ståhl. Till grund för uppsättningen låg Anne Carsons bearbetning av pjäsen från 2015.[1]
- Antigone av Sophocles, en dockteaterproduktion av Marionetteatern, Stockholm, premiär i Istanbul 8 juli 1977, framförd med japansk spelteknik bunraku, lärare: Minosuke Yoshida.Rollfigurer & regi: Michael Meschke. Medverkande: Sif Ruud, Jan Malmsjö, Jan Blomberg m.fl.